# Jürgen Babendreier
Jürgen Babendreier (* 22. August 1942 in Norgaardholz, Steinberg (Schleswig)) ist ein deutscher Bibliothekar.

## Wirken
Nach seiner Reifeprüfung in Kappeln (1962) und dem Wehrdienst bei der Bundeswehr studierte Jürgen Babendreier seit dem Wintersemester 1963/64 an der Christian-Albrechts-Universität zu Kiel Germanistik und Romanistik. Unterbrochen durch eine neunmonatige Tätigkeit als Lehrassistent in Frankreich (1967/68) setzte er sein Studium in Kiel im Wintersemester 1968/69 fort, ergänzte es durch das Fach Volkskunde und legte 1970 das Staatsexamen für das Lehramt an höheren Schulen ab. Anschließend begann er mit der Arbeit an seiner Dissertation und wurde 1973 in Kiel bei Alois Wolf promoviert. Im Jahre 1972 trat er als Bibliotheksreferendar an der Staats- und Universitätsbibliothek Bremen in die Ausbildung für den höheren Bibliotheksdienst ein und legte die Fachprüfung hierfür 1974 in Hamburg ab. Seit 1974 war er dann an der Staats- und Universitätsbibliothek Bremen als Bibliothekar tätig, seit 1991 im Rang eines Bibliotheksdirektors dort Leiter der Erwerbungsabteilung und Stellvertreter der Direktorin der Bremer Bibliothek. 2007 trat er in den Ruhestand.
In seinen zahlreichen Veröffentlichungen hat sich Babendreier insbesondere mit Bibliotheken und Bibliothekaren im Dritten Reich und der Suche nach Raubgut aus dieser Zeit beschäftigt.

## Schriften (Auswahl)
- Studien zur Erzählweise in Heinrich Wittenwilers "Ring". Dissertation Universität Kiel 1973.
- (Red.): Bibliotheken in Bremen und Bremerhaven. Bremen 1995.
- Erwerbungsprofile – notwendig oder wünschenswert? Oder: Wer zwingt sich gern ins Prokrustesbett? In: Margit Rützel-Banz (Hrsg.): Grenzenlos in die Zukunft (= Zeitschrift für Bibliothekswesen und Bibliographie, Sonderhefte, Bd. 77). Klostermann, Frankfurt/M. 2000, S. 169–180, ISBN 3-465-03062-1.
- Wie finde ich NS-verfolgungsbedingt entzogenes Bibliotheksgut? In: Bibliotheksdienst, Bd. 35 (2001), H. 9, S. 1138–1150.
- "Was du ererbt von deinen Vätern hast, erwirb es, um es zu besitzen". Bibliotheksbestand als nachhaltige Ressource. In: Hannelore Benkert (Hrsg.): Die Bibliothek zwischen Autor und Leser (= Zeitschrift für Bibliothekswesen und Bibliographie, Sonderhefte, Bd. 84). Klostermann, Frankfurt/M. 2003, S. 77–89, ISBN 3-465-03252-7.
- Geschenkt? Kostenlose Bestandsvermehrung an der Staatsbibliothek Bremen im Dritten Reich. In: Thomas Elsmann (Hrsg.): Auf den Spuren der Eigentümer. Erwerb und Rückgabe von Büchern jüdischer Eigentümer am Beispiel Bremen (= Schriften der Staats- und Universitätsbibliothek Bremen, Bd. 5). Bremen 2004, S. 6–57.
- Kollektives Schweigen? Die Aufarbeitung der NS-Geschichte im deutschen Bibliothekswesen. In: Sven Kuttner (Hrsg.): Das bibliothekarische Gedächtnis. Aspekte der Erinnerungskultur an braune Zeiten im deutschen Bibliothekswesen (= Schriften der Universitätsbibliothek Marburg, Bd. 119). Marburg 2004, S. 23–53, ISBN 3-8185-0392-3.
- Der antifaschistische Diskurs. Bibliothekarische Beispiele ostdeutscher Erinnerung an braune Zeiten. In: Daniela Lülfing (Hrsg.): Netzwerk Bibliothek. 95. Deutscher Bibliothekartag in Dresden 2006 (= Zeitschrift für Bibliothekswesen und Bibliographie, Sonderhefte, Bd. 92). Klostermann, Frankfurt/M. 2007, S. 238–248, ISBN 3-465-03524-0.
- Ausgraben und erinnern. Raubgutrecherche im Bibliotheksregal. In: Stefan Alker u. a. (Hrsg.): Bibliotheken in der NS-Zeit.  Provenienzforschung und Bibliotheksgeschichte. V & R Unipress, Göttingen 2008, S. 15–41, ISBN 978-3-89971-450-0.
- Das magazinierte Gedächtnis. Anmerkungen zum bibliothekarischen Erinnerungsdiskurs. In: Auskunft. Zeitschrift für Bibliothek, Archiv und Information in Norddeutschland, Bd. 28 (2008), H. 4, S. 337–355.
- Das Buch in der 'Bewegung'. Positionen zur Bücherverbrennung. In: Per Knudsen (Hrsg.): Wissen bewegen – Bibliotheken in der Informationsgesellschaft (= Zeitschrift für Bibliothekswesen und Bibliographie, Sonderhefte, Bd. 96). Klostermann, Frankfurt/M. 2009, S. 13–30, ISBN 978-3-465-03606-7.
- Diskurs als Lebensform. Georg Leyh und seine Schrift "Die Bildung des Bibliothekars". In: Wolfenbütteler Notizen zur Buchgeschichte, Bd. 35 (2010), H. 1, S. 81–97.
- Gründerjahre. Das Herz der Universität und ihr Bibliothekar. In: Thomas Elsmann (Hrsg.): Vom Katharinen-Kloster zum Hochschul-Campus. Bremens wissenschaftliche Literaturversorgung seit 1660 : Festschrift zum 350jährigen Jubiläum der Staats- und Universitätsbibliothek Bremen 1660–2010 (= Schriften der Staats- und Universitätsbibliothek Bremen, Bd. 7). Ed. Temmen, Bremen 2010, S. 93–122, ISBN 3-8378-1018-6.
- Herrschaftszeiten. Der Bibliothekar zwischen Bürokratie und Charisma. In: Wolfenbütteler Notizen zur Buchgeschichte, Bd. 36 (2011), H. 1, S. 9–37.
- Sammeln und vernichten. Bibliotheksarbeit zwischen Zerstörung und Bewahrung. In: Wolfenbütteler Notizen zur Buchgeschichte, Bd. 37 (2012), H. 1/2, S. 1–26.
- Nationalsozialismus und bibliothekarische Erinnerungskultur (= Beiträge zum Buch- und Bibliothekswesen, Bd. 58). Harrassowitz, Wiesbaden 2013, ISBN 978-3-447-10001-4.
- Über moralische Erdbeben und andere Katastrophen. In: Klaus G. Saur (Hrsg.) Selbsthauptung – Anpassung – Gleichschaltung – Verstrickung. Die Preußische Staatsbibliothek und das deutsche Bibliothekswesen 1933–1945 (= Zeitschrift für Bibliothekswesen und Bibliographie, Sonderhefte, Bd. 113). Klostermann, Frankfurt/M. 2004, S. 69–96, ISBN 978-3-465-04213-6.
- Keine "Bomben im Keller", aber Geschichte im Magazin. Diskursive Anmerkungen zur Raubgutrecherche in der Staats- und Universitätsbibliothek Bremen. In: Jahrbuch für Kommunikationsgeschichte, Bd. 18 (2016), S. 129–142.
- Von der Bibliotheks- zur Bildungskatastrophe. Wissenschaftliche Literaturversorgung am deutschen Wirtschaftswunderrand. In: Sven Kuttner (Hrsg.): Buch und Bibliothek im Wirtschaftswunder. Entwicklungslinien, Kontinuitäten und Brüche in Deutschland und Italien während der Nachkriegszeit (1949–1965) (= Beiträge zum Buch- und Bibliothekswesen, Bd. 63). Harrassowitz, Wiesbaden 2018, S. 39–64, ISBN 978-3-447-10960-4.